# 馬丁斯敦 (密蘇里州)
馬丁斯敦（英語：Martinstown）是位於美國密蘇里州帕特南縣的非建制地區。

## 歷史
馬丁斯敦的郵局於1857年設立，其後於1900年停運。

## 地理
馬丁斯敦所處的海拔為高於海平面299米（即981英呎），而該地所採用的時區為UTC-6，即北美中部時區（CST）。同時該地設有夏令時間，為UTC-6調快一小時，即UTC-5（CDT）。